# Jiang Zemin
Jiāng Zémín (født 17. august 1926 i Yangzhou, Jiangsu, død 30. november 2022) var en kinesisk kommunistisk politiker.
Han var midtpunktet i den tredje generation af ledelsen i det kinesiske kommunistparti og var generalsekretær heraf i perioden fra 1989 til 2002, præsident i Folkerepublikken Kina fra 1993 til 2003 og formand for den centrale militære kommission fra 1989 til 2004. Under hans lederskab oplevede Kina en voldsom økonomisk vækst på grund af Zemins økonomiske reformer og de forbedrede relationer til samarbejdslande, mens kommunistpartiet stadig havde fuld kontrol over statsapparatet.

## Liv og gerning

### Familiebaggrund
Jiang Zemin er søn af en bondekone og en elektriker, som også var forfatter. Han havde fire søskende. Han blev adopteret af en anden familie for, at denne skulle få et nyt familieoverhoved; det var hans onkels familie – onklen var faldet i kamp mod den japanske okkupationsmagt. Denne familiebaggrund som "søn af en martyr" tillægges en væsentlig betydning for hans senere politiske løbebane.

### Uddannelse og tidlig karriere
Jiang gik i skole i hjembyen Yangzhou til 1943, og fortsatte der efter på Det centrale universitet i Nanjing. I 1945 skiftede han over til ingeniørstudiet ved Shanghai-Jiaotong-universitetet i Shanghai. Et år senere blev han medlem af Det kinesiske kommunistiske parti, men uden at opvise særlig politisk iver eller have nogen tillidshverv i partiet. I 1949 giftede han sig med sin skoleveninde Wang Yeping.
I 1950'erne arbejdede Jiang Zemin ved bilfabrikken Changchun, hvor han i 1956 blev vicedirektør efter en længere praktiktid ved Stalin-bilfabrikken i Moskva. Under kulturrevolutionen engagerede han sig heller ikke noget særlig i politikken; han var hverken nogen stærk talsmand for eller modstander af partilinjen. Han undgik rødgardisternes opmærksomhed og angreb på autoritetspersoner antageligt fordi han både var dygtig og førte et nøjsomt liv.
Karrieren stod imidlertid længe stille; det ændrede sig først efter, at Jiang Zemin i 1970-erne gik på kadreskolen for det første ministerium for maskinbygning. Fra da af steg han hurtigt i politikken, da i udenrigsafdelingen, hvor han blev ansvarlig for reformer på en rumænsk maskinfabrik. Det gik godt, og efter, at han vendte tilbage til Kina, blev han i 1974 vicedirektør og to år efter direktør for ministeriets afdeling for udenrigsanliggender.

### Tophverv i Shanghai
Begyndelsen af de økonomiske reformers tid, som blev initieret af Wang Daohan og Deng Xiaoping, begejstrede Jiang Zemin og gav hans karriere en ny kraft. Hans anseelse steg i takt med hans stærke engagement for oprettelsen af økonomiske frihandelszoner i Kina. Da Wang Daohan i 1985 gik af som borgmester i Shanghai, blev Jiang Zemin hans efterfølger. I dette embede formåede Jiang Zemin at gøre næsten alle tilfredse med sin konservative, uradikale politik. Efter studenterprotesterne i 1986 undlod han at igangsætte større strafferetslige tiltag mod protestanterne, hvilket dæmpede konfliktniveauet og aviserne fik ikke meget at skrive om. Han fik der efter held til at reorganisere pressen i Shanghai således, at den blev så godt som helt velvillig i sin dækning af regeringens gøren og laden.
I 1987 blev Jiang Zemin taget ind i Det kinesiske kommunistpartis politbureau samtidig, som han blev partichef i Shanghai. Sammen med Zhu Rongji, hans strengere og mere økonomisk orienterede efterfølger som borgmester, profiterede han nu af reformpolitikkens frugter, som også lokkede stadig mere udenlandsk investeringskapital til Kina og særlig til Shanghai.
Ved studenterurolighederne i Shanghai i 1989 bestemte Jiang Zemin sig for ikke at bruge magtmidler i Shanghai, selv om han offentlig udtrykte tilslutning til indførelsen af undtagelsestilstand den 20. maj 1989.

### Til tops i rigspolitikken
Efter generalsekretær Zhao Ziyangs fald blev Jiang Zemin - takket være Deng Xiaoping og takket være sine mange forbindelser i partikredse - gjort til generalsekretær for kommunistpartiet. Han støttede massakren på den Himmelske Freds Plads i Beijing. Men hvad gjaldt Shanghai, støttede Jiang Zemin i stedet Zhu Rongjis beslutning om en ikke-voldelig håndtering og kontrol med urolighederne der.
Jiang Zemin fik under den påfølgende tid gang i en reformproces og forsoning med studentermasserne, men samtidig strammede han kraftigt op over for pressen. Han satte også gang i en større antikorruptionskampagne blandt andet for at styrke partiets troværdighed.
I januar 1990 blev undtagelsestilstanden ophævet. Under de følgende år formåede Jiang Zemin både at drive de økonomiske reformer videre og at øge og befæste sin egen indflydelse. Efter en del politisk uro fik han ommøbleret Folkets Befrielseshær ved at pensionere eller forflytte hundredvis af officerer og kommandanter. Derved sikrede han sig magten både i det militære og i alle de vigtigste civile styringsorganer. Hans en gang så store rival Li Peng kunne alene styre udenrigspolitikken. Eftersom det var blevet fastlagt, at statsminister- og præsidentembedet ikke skulle være forenede i én person, endte det med, at Jiang Zemin blev præsident, og Li Peng var statsminister.
Til at begynde med blev Jiang Zemin betragtet som et kompromis i kampen om præsidentposten efter Deng Xiaoping efter, at Zhao Ziyang var faldet fra magtens tider. Jiang gjaldt da som tilhørende "kernen i den tredje generations lederskab", og holdt fast ved Dengs markedsorienterede politik, forbedrede Kinas relationer med omverdenen og styrkede centralregeringens magt over landets forskellige regioner. Hans teoretisk-ideologiske arv, som blev indskrevet i den kinesiske grundlov og i kommunistpartiets konstitution, er "den vigtige tanke om de tre repræsentationer". Den fremholder, at det kinesiske kommunistparti altid repræsenterer Kinas progressive sociale produktionskræfters udviklingsbehov, altid repræsenterer Kinas progressive kulturs udviklingsretning, og altid repræsenterer Kinas folks bredeste mest fundamentale interesser.
Jiang Zemin blev af mange anset som en delvis neokonservativ politiker. Under hans ledelse kom den kinesiske stat til at videreføre en politisk linje, som førte det stadig længere bort fra den ideologiske og praktiske arv efter Mao Zedong. Selv om store dele af den gamle maoisme blev erstattet af en kombination af markedsideologi og nationalisme, sikrede Jiang Zemin alligevel, at partiet beholdt et fortsat hårdt greb om magten.

### Diktatoren
I årene efter 1994 udviklede Jiang Zemins styre sig i en diktatorisk retning. Indenrigspolitisk satte han også gang i ideologiske og politiske reformer. Han fremmede ikke bare statsbedrifter og statslige investeringer, men forsøgte med mange midler at fremme "traditionelle kinesiske værdier". Samtidig indskrænkede han yderligere pressefriheden. Han styrkede også sin stilling ved at indsætte "egne folk" i centrale hverv; disse personer omtales gerne som medlemmer af Shanghaikliken.
Efter et politisk mord igangsatte Jiang Zemin en stor kampagne mod forbrydelser, og i løbet af et år blev over 350.000 personer arresterede og over 4.000 henrettede. I 1998 blev Jiang genvalgt som præsident og som leder af militærkommissionen med 98 % af stemmerne i nationalparlamentet. I 1999 blev Falun Gong på Jiang Zemins ordre forbudt og slået hårdt ned på.

### Gradvis nedtrapning og fratræden
I 2002 fratrådte Jiang Zemin sin plads i Politbureauet, og i 2003 gik han af som præsident for Folkerepublikken Kina for at give plads til en ny ledelsesgeneration. Ny præsident blev Hu Jintao. I september 2004 nedlagde Jiang Zemin også flere af sine militære poster. Den sidste officielle post, som formand for Den centrale militærkommission, gav han fra sig i marts 2005.
Denne gradvise nedtrapning gør, at man ikke helt nøjagtigt kan fiksere Jiangs æra i Kina, men det er normalt at anse den for at have været fra 1993 til 2004.
I december 2010, efter Jiangs fravær fra begravelsen af den tidligere kinesiske udenrigsminister Huang Hua, begyndte rygter at svirre om hans bortgang. De fik en ny næring i juli 2011, efter som han ikke var at se ved markeringen af Det kinesiske kommunistpartis 90-årsdag den 1. juli. Men så viste han sig igen ved 100-årsdagen for Xinhai-revolutionen den 10. oktober 2011.